# 詹姆斯·孔恩
詹姆斯·孔恩（英語：James Hal Cone，1938年8月5日—2018年4月28日），出生于阿肯色州佛迪斯鎮，是美国黑人解放神学家。著有《黑人神学与黑人力量》、《黑人解放神学》等。

## 生平
詹姆斯·孔恩出生於阿肯色州，一歲時隨父母搬到比爾登，這個鄉村約有四百個黑人和八百個白人。孔恩的神學思想來自於貝爾佃生活的影響，孔恩說當時的貝爾佃社區，多數白人把黑人當成次等人，黑人被限制在一個範圍內，白人生活的某些地區，黑人不可越雷池一歩，在欺壓的情境下生活；另外在黑人教會經驗中，透過教會的講道、詩歌以及禱告中，形成了他對自由的渴望以及他一生追求自由的使命感。這兩個現實的經驗，奠基了孔恩的黑人神學思想。
孔恩後來進入Garrett神學院攻讀神學課程，後來取得西北大學博士學位，他的論文是研究卡爾·巴特的人類學，他的思想也受到让·保罗·萨特、保羅·田立克等影響。
1967年美國發生底特律暴動，使他開思想黑人革命在聖經中的意涵，孔恩認為底特律事件證明傳統神學的破產，因此需要從黑人處境中發展新的神學。

## 黑人解放神學
《黑人神學與黑人力量》、《黑人解放神學》這兩本書奠基了孔恩在美國黑人神學發展的領導地位。他說：「基督教神學」是在一個被壓迫團體存在情況光照下，有關上帝存在世界的一個理性學習，也是與福音本質裡有關耶穌基督解放的力量有關。
在黑人解放神學書中，他的資料來源是黑人經驗、歷史、文化和啟示、聖經以及傳統教導，他採用「情境」與「啟示」結合的方法，黑人神學最終的規範是耶穌，神聖的解放者，方法尋求所有上帝講話的規範是黑人講話的規範，證明耶穌是黑人的基督，祂帶來黑人靈魂解放。
孔恩主張耶穌的福音是黑人解放的本質，因為耶穌在事上所顯示的福音是和被壓迫團體有關，這就成了黑人神學的根基。壓迫是黑人神學的中心，它呈現兩個意義：一、黑人生活被白人控制；二、黑人需要一個獨立的價值體系。黑人神學和黑人的經驗有關，耶穌來是爲了解放。
黑人神學工作是具體的，它必須處理社會的種族歧視狀況，孔恩說：「黑人神學首要是為了黑人，黑人也共同的信念，只有向白人宣稱：「我們無法再忍受這些」時，種族問題才會消除。黑人神學的目的是分析基督信仰本質，使黑人能勇敢的向黑人性說是，向白人性說不。黑人的力量是什麼？孔恩從神學的角度定義：「黑人能從白人壓迫中得解放」方法能從公然反抗和杯葛來做出選擇。他認為黑人力量是耶穌對二十世紀美國的中心信息，讓黑人有勇氣當黑人，恢復黑人在神面前的尊嚴。
孔恩也認為黑人性是作為所有被壓迫者的及種族歧視的代表，黑人神學也是普世的神學，也就是上帝將解放所有被壓迫的。

## 黑人社區經驗
黑人神學來自於黑人社區生活經驗，並非空中閣樓，為了成就神聖解放行動，黑人社區要爲自由而奮鬥，應從黑人困局從新整理基督教傳統，以提供黑人一個國民結合的意識，黑人必須有合一性，才能對抗白人種族主義。神學不能把邏輯和經驗分開，它的本質就是神和人，人和鄰舍的關係，所以黑人神學必須由社區處境中發展，拒絕讓一切疏離的理念引導。